# Distretto di Phalombe
Il distretto di Phalombe (Phalombe District) è uno dei ventotto distretti del Malawi, e uno dei dodici distretti appartenenti alla Regione Meridionale. Copre un'area di 1.394 km² e ha una popolazione complessiva di 231.990 persone. La capitale del distretto è Phalombe.